# Паракату
Паракату (порт. Paracatu) — муниципалитет в Бразилии, входит в штат Минас-Жерайс. Составная часть мезорегиона Северо-запад штата Минас-Жерайс. Входит в экономико-статистический микрорегион Паракату. Население составляет 84 412 человека на 2006 год. Занимает площадь 8232,233 км². Плотность населения — 10,3 чел./км².

## История
Город основан 20 октября 1798 года.

## Статистика
- Валовой внутренний продукт на 2003 год составляет 547 407 048,00 реалов (данные: Бразильский институт географии и статистики).
- Валовой внутренний продукт на душу населения на 2003 год составляет 6825,95 реалов (данные: Бразильский институт географии и статистики).
- Индекс развития человеческого потенциала на 2000 год составляет 0,760 (данные: Программа развития ООН).

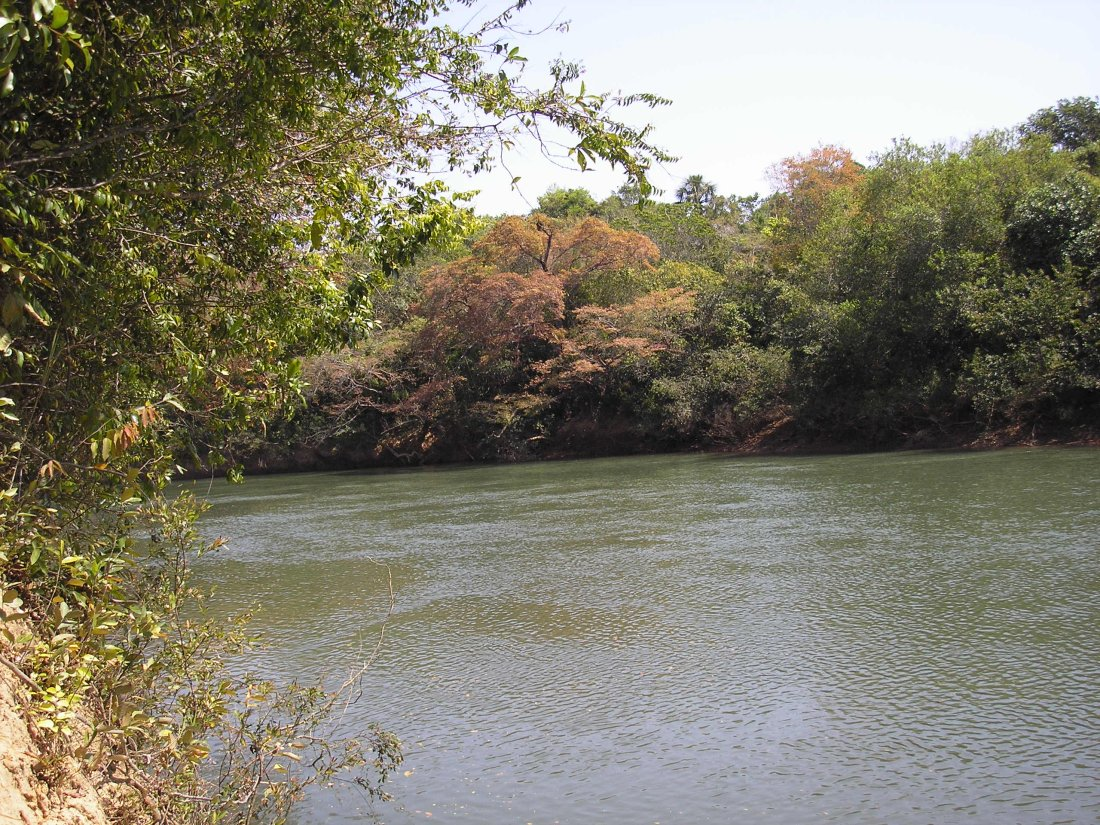

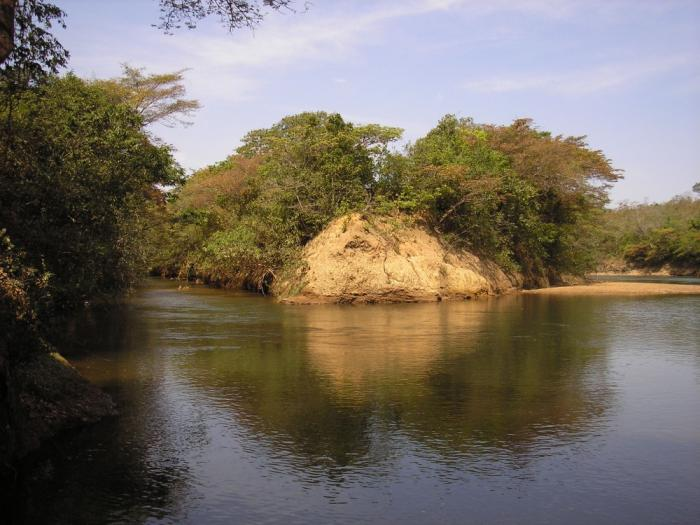